# Indigofera neoglabra
Indigofera neoglabra là một loài thực vật có hoa trong họ Đậu. Loài này được Wang & T.Tang miêu tả khoa học đầu tiên.